# Jiří Typolt
Jiří Typolt (20. června 1930 – 1976) byl český a československý ekonom a politik KSČ, v době pražského jara a počátku normalizace ministr – předseda Výboru pro ceny Československé socialistické republiky.

## Biografie
Absolvoval reálné gymnázium a pak v letech 1949–1954 Státní ekonomický institut v Moskvě, kde později v roce 1965 dokončil externí aspiranturu. Od roku 1954 působil na vedoucích pozicích v Státní plánovací komisi. V roce 1968 se stal ředitelem odboru důchodové politiky ministerstva národohospodářského plánování. Členem KSČ se stal v roce 1946. Byl členem Československé ekonomické společnosti. V 2. polovině 60. let se podílel na formulaci obrysů československé ekonomické reformy.
V lednu 1969 získal vládní post v československé druhé vládě Oldřicha Černíka jako ministr – předseda Výboru pro ceny. Portfolio si udržel do září 1969.